# لاكشمينارايانان ماهاديفان
لاكشمينارايانان ماهاديفان (بالإنجليزية: Lakshminarayanan Mahadevan) هو عالم وأكاديمي أمريكي من أصل هندي، وهو حاليًا أستاذ في لولا إنجلترا دي فالبين للرياضيات التطبيقية والأحياء العضوية والتطورية والفيزياء في جامعة هارفارد. يتمحور عمله حول فهم تنظيم المادة في المكان والزمان (أي، كيف تتشكل وكيف تتدفق، لا سيما على النطاق الذي يمكن ملاحظته بواسطة الحواس دون مساعدة، في كل من الأنظمة الفيزيائية والحيوية).
حصل ماهاديفان على زمالة ماكارثر عام 2009، وعلى زمالة الجمعية الملكية عام 2016.

## التعليم
تلقى ماهاديفان تعليمه من المعهد الهندي للتقنية، مدراس حتى تخرج منها ، ثم ذهب إلى الولايات المتحدة من أجل إتمام دراساته العليا حتى حصل على الماجستير من جامعتي تكساس في أوستن وستانفورد، ثم حصل على درجة الدكتوراه من جامعة ستانفورد عام 1995.

## المهنة والبحث
بدأ حياته المهنية المستقلة كعضو هيئة تدريس في معهد ماساتشوستس للتكنولوجيا عام 1996. وفي عام 2000 تم انتخابه كأستاذ لكرسي شركة شلمبرجير للأنظمة الفيزيائية المعقدة في قسم الرياضيات التطبيقية والفيزياء النظرية بجامعة كامبريدج، وانتخب أيضًا كأستاذ زميل في بكلية الثالوث بجامعة كامبريدج، وهو أول هندي يتم تعيينه أستاذاً لكلية الرياضيات هناك.
يعمل في جامعة هارفارد منذ عام 2003، حيث يشغل حاليًا منصب رئيس قسم الرياضيات التطبيقية. وكان مع أمالا ماهاديفان عمداء لمنزل ميذر (واحد من اثني عشر منزلًا سكنيًا مع ما يقارب من 400 طالب في جامعة هارفارد).

### الجوائز والتكريمات
- جائزة جورج ليدلي، جامعة هارفارد (2006)
- زمالة غوغنهايم (2006)[4]
- جائزة إيغ نوبل للفيزياء (2007)[5][6]
- زيارة معهد ميلر بجامعة كاليفورنيا، بركلي (2007)
- زمالة ماكارثر (2009)[7]
- كبير الباحثين بكلاي (2014)
- زمالة الجمعية الملكية (2016)[8]